# Municipio de Gualán
Municipio de Gualán är en kommun i Guatemala.   Den ligger i departementet Departamento de Zacapa, i den centrala delen av landet, 130 km öster om huvudstaden Guatemala City.